# 尼奇波里夫卡
50°12′0″N 31°49′17″E / 50.20000°N 31.82139°E
尼奇波里夫卡（烏克蘭語：Ничипорівка）是位於烏克蘭北部的村莊，由基辅州鲍里斯皮尔区的亞霍滕市鎮負責管轄。該村始建於1656年，面積5平方公里，海拔高度128米，2001年人口1,160，人口密度每平方公里232人。